# جويل سبنسر
جويل سبنسر (بالإنجليزية: Joel Spencer)‏ هو عالم حاسوب ورياضياتي أمريكي، ولد في 20 أبريل 1946 في بروكلين في الولايات المتحدة.